# Chiesa di Sant'Agostino (Cremona)
La chiesa di Sant'Agostino è un luogo di culto cattolico di Cremona, situato sulla piazza omonima.

## Storia
Già dal XIII secolo è documentata la presenza di frati eremitati dell'ordine agostiniano in un atto dove un certo Enrico Rossi vendeva al priore del convento fra Giovanni, un terreno presso la chiesa di San Fabiano in data 2 maggio 1249. La posizione, anche se periferica, indica la presenza di una comunità eremitana in data precedente la bolla papale Licet Ecclesiae Catholicae di papa Alessandro IV del 9 aprile 1256. A questo primo nucleo fu concesso l'uso della chiesa preesistente intitolata ai santi Tommaso e Giacomo nella zona della braida e dal 1366 il vescovo Ugolino degli Ardengheri concesse la sua demolizione per la riedificazione di un edificio più ampio.  Nel 1261 fu posta la prima pietra della nuova costruzione con l'autorizzazione del vescovo Cacciaconte da Somma. Nel secolo successivo, tra il 1339 e il 1340, i frati ormai ben inseriti nel contesto urbano, ebbero l'autorizzazione di demolire l'edificio e di edificarne uno maggiore, come da atto dell'11 febbraio 1371: unam ecclesia noviter fabricatam e di un capitulum noviter constructum.

### La Congregazione dell'osservanza di Lombardia
Nel 1449 il convento passò alla Congregazione dell'Osservanza di Lombardia istituita da Giovanni Rocco de' Porzi anche grazie alle volontà di Bianca Maria Visconti e Francesco Sforza che avevano dato un nuovo vigore alla città. I due coniugi avevano stabilito il patronato sull'altare delle sante Crisante e Daria della chiesa agostiniana, e numerose altre famiglie avevano elargito doni per la costruzione di altari e cappelle; tra questi, nel 1447, Giovanna Cavalcabò, figlia di Ugolino marchese di Viadana, aveva contribuito al restauro dell'altare dell'Annunciazione edificato su volontà del padre nel 1399 ma danneggiato durante la guerra con i Visconti.
La comunità viveva un periodo di degrado spirituale per questo il priore fra Agostino de Cauciis impose con fervore le nuove regole più severe della congregazione. Ma la cosa non piacque a tutti i frati. In particolare, due di loro avevano programmato di uccidere il priore e di occultarne il corpo e un giorno dell'estate del 1449, mentre fra Agostino usciva dalla chiesa per recarsi nel chiostro con due nipoti, fu raggiunto dai due confratelli che muniti di un grosso bastone (sudis magna et grossa) lo colpirono violentemente al capo ripetutamente, e successivamente colpirono anche uno dei due nipoti al capo, mentre il secondo fu ferito all'addome con un coltello. Questi riuscì a salvarsi testimoniando gli eventi. Bianca Maria Visconti, che era protettrice dell'Osservanza, scrisse al priore generale frate Giuliano Falciglia da Salemi che invitò l'8 ottobre del medesimo anno a Cremona Giorgio Laccioli. Il frate fece il suo ingresso il giorno di Ognissanti con frate Gabriele Attendolo, fratello di Francesco Sforza, e dopo aver ripristinato l'ordine all'interno del convento, nominò nuovo priore Quieto da Crema. Questi fatti sono stati raccontati dal frate Agostino Cazzuli nell'Origo Congregationis Lombardie e da Benigno Peri nel Primordia Congregationis Lombardie Observantium fratrum Eremitarum Sancti Augustini; entrambi i testi, che facevano parte della grande bibliografia del convento agostiniano orobico, sono conservati presso la Biblioteca civica Angelo Mai di Bergamo.

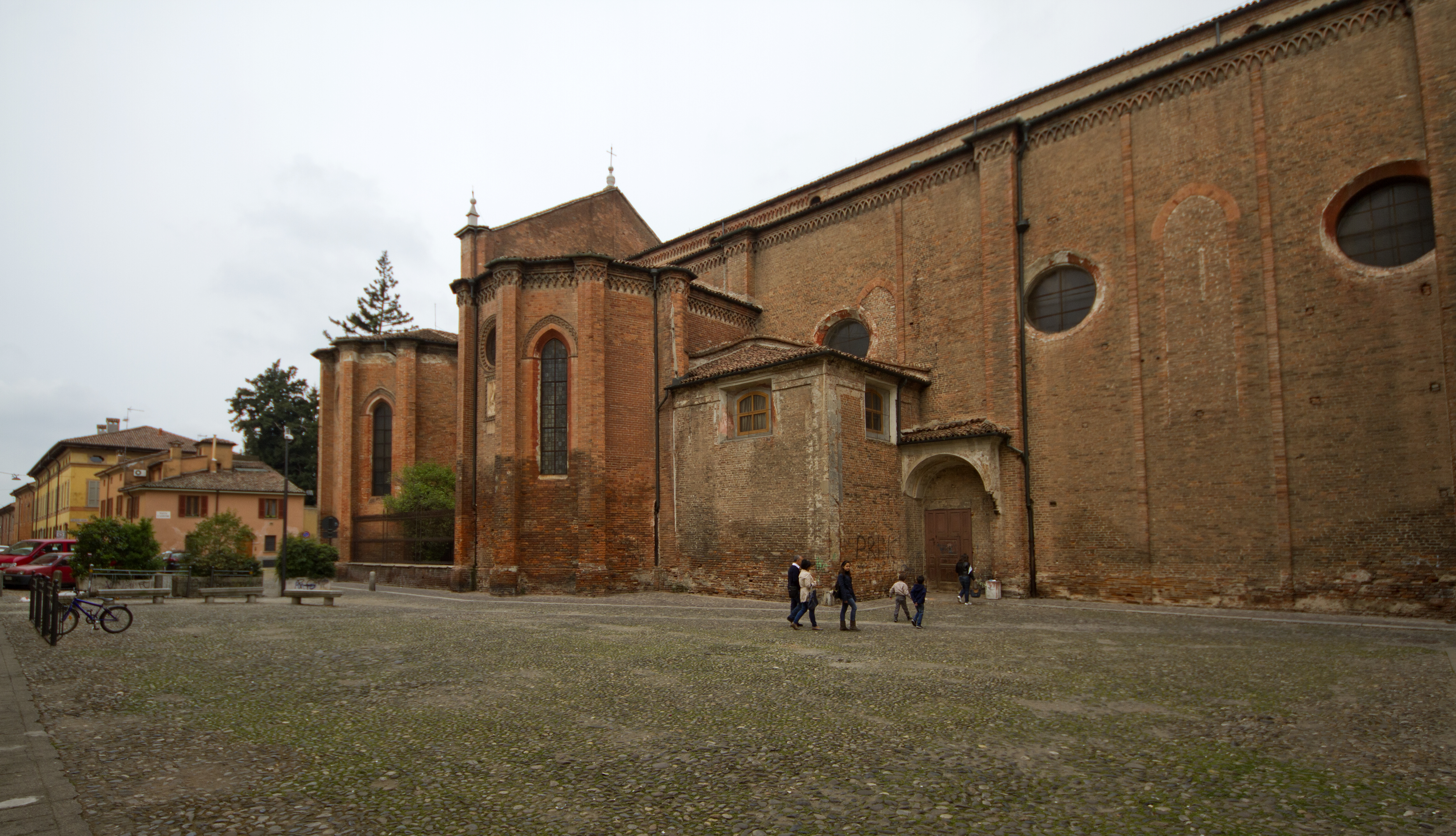
Chiesa di Sant'Agostino-lato sinistro

## Descrizione
La chiesa, costruita tra gli anni 1339 e 1445, aveva una facciata ad una cuspide, due chiostri, e la libreria (questa realizzata tra gli anni 1461 e il 1478), due cappelle esterne, una con il patronato dei Cavalcabò risalente alla fine del XV secolo, e l'altra dei Visconti andata persa ma di cui si mantengono i ritratti dei due coniugi. All'interno gli originali pilastri ottagonali in cotto sono stati integrati da lesene con l'abbassamento degli archi delle campate a tutto sesto e l'aggiunta della volta centrale a botte in sostituzione di quella ad archi a tutto sesto con il rifacimento del 1533.
Nel suo interno la chiesa conserva molte opere d'arte di pregio tra i quali la pala del Perugino Madonna col Bambino in trono tra i santi Giovanni Evangelista e Agostino del 1493 posta sulla navata destra.

### Navata di sinistra
La navata ha sette cappelle. Il fonte battesimale presenta la pala Battesimo di Cristo con san Giovanni Battista del 1593 di Andrea Mainardi. Del medesimo artista Madonna in Gloria con il Bambino e Santi del 1585, come Incontro di Gioacchino e Anna. Le ancone e gli altari sono lavori dello scultore Giovanni Battista Natali. La tela Tentazioni di sant'Antonio abate è opera di Giovan Battista Trotti. L'ultimo altare espone la tela della Natività opera di Gervasio Gatti.

### Navata di destra
La navata comprende la cappella del Santissimo Sacramento preceduta da una Sacra famiglia con Giovannino opera di Giovanni Maria Zupelli, mentre la volta conserva affreschi di Giovanni Paolo da Cemmo. La cappella espone una Vergine in trono con Bambino e santi di Andrea Mainardi, e una tela del Sabbioneta raffigurante l'Adorazione dei Magi.
La cappella successiva presenta l'opera pittorica di Giulio Campi dell'Annunciazione con sant'Anna sant'Antonio da Padova e Dio padre. Una acquasantiera precede la cappella lavoro di Bonino da Campione del XIV secolo. Il bassorilievo raffigura la Madonna con Bambino e santi.
La cappella intitolata a san Nicola conserva la tela di Giovan Battista Natali rappresentante la morte del santo e molti lavori dell'artista. Inoltre vi si conserva la tomba di Giovan Battista Plesio (matematico) eseguita dallo scultore Lorenzo Trotti del 1501.
Superata la cappalla Cavalcabò vi è l'ultima dedicata alle reliquie. Questa conserva la tela della Visitazione di Maria alla cugina Elisabetta opera di Giacomo Guerrini. La tela è posta in una ancona del XVI secolo che conserva le reliquie dei santi Tiburcio, Agrippina e Giustino Apologistam Giovanni e Facondo. Di Giovan Battista Trotti  è la tela della Deposizione datata 1559, e di Giacomo Guerrini la Presentazione di Maria al tempio.

### Cappella dei Cavalcabò
La cappella fu edificata nel 1399 per volere di Ugolino Cavalcabò e intitolata alla Beata Vergine Maria. Le decorazioni risalgono al 1447 per volere di Giovanna, figlia del nobile, che aveva donato al convento alcuni terreni e che chiedeva che i lavori di affrescatura fossero realizzati entro quattro o cinque anni prossimi futuri. I lavori furono eseguiti da Bonifacio Bembo donandoci uno dei lavori più belli del Quattrocento lombardo.
Gli affreschi esterni rappresentano storie della vita di Maria, quale Mater misericordiae. Figure femminili rappresentano le virtù teologali e cardinali: la Carità nell'atto di allattare un bambino mentre porge pane ad un anziano, rappresenta le due fasi della vita umana nei due estremi, quelli più bisognosi di opere di carità..
Gli affreschi raffigurano la storia del santo, sia negli abiti da vescovo che da monaco o da canonico, sempre associato ad altri dottori della chiesa. A volte nell'atto di scrivere o nell'atto di tenere tra le mani una chiesa, o un cuore.
La cappella conserva anche frammenti dei ritratti di Bianca Maria Visconti e di Francesco Sforza, originariamente nella cappella ducale.

### L'organo
L'organo a canne della chiesa di Sant'Agostino fu realizzato nel 1533 dall'organaro cremonese Nicolò Tezani. Nel 1853 il bergamasco Francesco Bossi, mantenendo parte del materiale fonico dello strumento rinascimentale, ne aumentava la mole con l'aggiunta di numerosi registri tipici dell'organaria lombarda del medesimo periodo che imitavano gli strumenti orchestrali. Nel XX secolo furono apportate ulteriori modifiche conservative fino al restauro realizzato da Pietro Corna nel luglio 2019. Dell'organo cinquecentesco si conservano, oltre alla cassa lignea e parte della campata, anche alcune canne interne.

## La biblioteca
La presenza di una biblioteca risulta registrata già ricca dal XIV secolo grazie ai lasciti di famiglie e di alcuni priori tra i quali Simone da Cremona, Giovanni da Persico e Nicolino da Cremona, ma solo dal XVI secolo si provvide a costruire un luogo idoneo. Questo fu possibile grazie ai legati testamentari. Risulta un lascito del 1504 di Nicolò de Affaytati di mille e seicento lire imperiali per la costruzione di un fabbricando unam bibliotecam in dicto monasterio. Nel 1591 Benigno degli Abbiati iniziò la costruzione dello studium terminato nel 1597.. la bibliote4ca conserva affreschi del 1610 di Gian Paolo Cavagna e del figlio Francesco.